# Thì hiện tại lịch sử
Trong ngôn ngữ học và tu từ học, thì hiện tại lịch sử là một bộ phận của thì hiện tại, có chức năng thuật lại các sự kiện trong quá khứ. Thì được sử dụng rộng rãi trong văn bản về lịch sử bằng tiếng Latinh (Praesens historyum) và một số ngôn ngữ châu Âu hiện đại. Trong tiếng Anh, thì được sử dụng trên tất cả các biên niên sử (các tài liệu liệt kê một loạt các sự kiện có tính chất lich sử). Thì cũng được sử dụng trong các tiểu thuyết, trên tiêu đề các trang tin tức cập nhật và trong đối thoại hàng ngày. Trong văn nói, thì hiện tại lịch sử đặc biệt phổ biến với "động từ mang tính chất giao tiếp" như kể, viết, nói, đi. Thì hiện tại lịch sử là câu trúc ngữ pháp được Từ điển tiếng Anh Oxford công nhận.
Gần đây, các nhà phân tích vai trò của thì hiện tại lịch sử trong giao tiếp đã lập luận rằng, thì hiện tịa lich sử không được sử dụng để đưa ra một sự kiện, mà sử dụng khi người nói muốn đánh dấu các giai đoạn của một sự kiện dựa trên một bối cảnh cho sẵn (tức là dùng để báo hiệu một sự kiện đặc biệt quan trọng mà có liên quan đến các sự kiện khác), và dùng để đánh dấu một bước ngoặt trong sự đánh giá.

## Trong tiếng Anh
Trong một trích đoạn từ tiểu thuyết David Copperfield của nhà văn Dickens, sự thay đổi từ thì quá khứ sang thì hiện tại lịch sử mang lại cảm giác bất di bất dịch, như một viễn cảnh định kỳ: 
If the funeral  had been yesterday, I could not recollect it better. The very air of the best parlour, when I went in at the door, the bright condition of the fire, the shining of the wine in the decanters, the patterns of the glasses and plates, the faint sweet smell of cake, the odour of Miss Murdstone’s dress, and our black clothes. Mr. Chillip is in the room, and comes to speak to me.
"And how is Master David?" he says, kindly.

I cannot tell him very well. I give him my hand, which he holds in his.— Charles Dickens, David Copperfield, Chương IX

 Những tiểu thuyết đáng chú ý được viết hoàn toàn trong hiện tại lịch sử bao gồm Rabbit, Run của tiểu thuyết gia John Updike, The Handmaid's Tale của tiểu thuyết gia Margaret Atwood.

Cốt truyện của các tác phẩm hư cấu thường sử dụng thì hiện tại thay vì thì quá khứ. Khi làm bài tóm tắt cốt truyện Chuyện hai thành phố của tiểu thuyết gia Charles Dickens, ta có thể viết:
Manette is obsessed with making shoes, a trade he learned while in prison.

## Trong tiếng Pháp
Trong tiếng Pháp, thì hiện tại lịch sử được sử dụng trong báo chí, trong các văn bản lịch sử để thuật lại các sự kiện trong quá khứ. Ví dụ:
En 1789, le peuple de Paris prend la Bastille.